# Indische Badmintonmeisterschaft 1958/59
Die Indische Badmintonmeisterschaft der Saison 1958/59 fand in Gauhati statt. Es war die 23. Austragung der nationalen Titelkämpfe im Badminton in Indien.

## Titelträger
| Disziplin    | Sieger                                 |
| ------------ | -------------------------------------- |
| Herreneinzel | Nandu M. Natekar                       |
| Dameneinzel  | Sushila Kapadia                        |
| Herrendoppel | Nandu M. Natekar Manohar K. Bopardikar |
| Damendoppel  | Prem Prashar Sushila Kapadia           |
| Mixed        | Amrit Lal Dewan Meena Shah             |